# 閻文應
阎文应（？—1039年）。开封府（今河南省开封市）人，北宋宦官。
阎文应给事掖庭，在嫔妃宫中侍奉，积迁至入内副都知。宋仁宗初亲政，他与宰相吕夷简计划，将刘太后刘娥垂帘时所任命的大臣全部罢免。郭皇后说吕夷简也是依附刘太后，宋仁宗将吕夷简一起罢免。阎文应素与吕夷简相交结，将内情告知，吕夷简怨恨郭皇后。杨美人、尚美人得宠，尚美人在仁宗面前有言语得罪皇后，皇后要打尚美人，宋仁宗保护尚氏，皇后失手抓伤仁宗脖颈。宋仁宗大怒，把抓痕给执政大臣看，打算废黜皇后。当时宰相吕夷简遂和阎文应合力乘隙废郭后。右司谏范仲淹认为郭皇后无大错，不应废黜。然而仁宗决心已定，將郭皇后废为净妃，囚居於瑶华宫。阎文应请求皇帝杨美人、尚美人送出宫去，尚氏废为女道士，杨氏别宅安置，被阎文应送出。仁宗既而后悔，想要复立郭后，阎文应挟太医诊治，使郭后暴死。后历任昭宣使、恩州团练使。因遭谏官王堯臣弹劾，然仁宗卻不報。郭皇后之死，中外都懷疑是閻文應下毒。仁宗礙於物議，將閻文應出為秦州（今甘肅天水市）鈐轄，二日後改為郓州钤辖，其本官自昭宣使、恩州團練使加一級為嘉州防禦使。閻文應則藉口有疾在身，不肯離開京師。范仲淹義憤填膺，拚死劾奏閻文應之罪，仁宗無法，只得將之逐出宮外。景祐四年四月二十三日，自鄆州徙潞州鈐轄，改相州（今河南安陽市）钤辖；寶元二年（1039年）九月十五日，卒於相州鈐轄任上。死后赠邠州观察使。

## 延伸阅读
[在维基数据编辑]
 《宋史·卷468》，出自脱脱《宋史》